# Fill (Keishi Tanakaのアルバム)
『Fill』（フィル）は、2013年1月23日にリリースされたKeishi Tanakaの1stアルバム。

## 概要
- ソロ名義では初となるアルバム。

## 収録曲
全作詞・作曲：Keishi Tanaka
1. Today's Another Day
  - 邦題「また別の日」
2. Wonderful Seasons
  - 邦題「素敵な季節たち」
3. After Rain
  - 邦題「今は雨の音を聞く」
4. Like Her
  - 邦題「彼女のように」
5. Hello
  - 邦題「あなたにハロー」
    - JR山陽/九州新幹線テレビCMソング[2]。
6. New Song
  - 邦題「はじまりのうた」
7. The Unknown Island
  - 邦題「知らない島」
8. I've Never Seen
  - 邦題「僕は知らない」
9. The Day You Do Nothing
  - 邦題「休日」
10. Stars and Lies
  - 邦題「君は星と嘘を並べていた」
11. End of Night
  - 邦題「夜の終わり」
12. Innocent Sound and Silhouette
  - 邦題「無垢な響きとシルエット」
13. Let Me Know
  - 邦題「君の言葉」
14. Swim
  - 邦題「君の中を泳ぐ」

## リリース一覧
| 発売日        | 形態       | 品番   | レーベル     | 脚注  |
| ------------- | ---------- | ------ | ------------ | ----- |
| 2013年1月23日 | LPレコード | NLP-16 | Niw! Records | [ 3 ] |
| 2013年1月23日 | CD         | NIW-86 | Niw! Records | [ 4 ] |
| 2013年1月23日 | 音楽配信   |        | Niw! Records | [ 5 ] |